# Pterorhinus treacheri
Pterorhinus treacheri là danh pháp khoa học của một loài chim thuộc họ Kim oanh (Leiothrichidae). Đây là loài đặc hữu của đảo Borneo. Loài này được nhà điểu học người Anh Richard Bowdler Sharpe mô tả như một loài riêng biệt vào năm 1879, sau đó chúng được coi là một phân loài của Pterorhinus mitratus cho đến khi được các nhà điểu học Nigel Collar và Craig Robson phân loại lại thành một loài độc lập vào năm 2007. Chim dài 22–24 cm (8,7–9,4 in), với đầu và cằm màu nâu hạt dẻ và có phần lông màu xám trên đỉnh đầu. Phần trên và hai bên có màu xám đen với một mảng cánh dài màu trắng. Cổ họng, ngực và phần bụng trên có màu nâu vàng xỉn. Hai bên sườn có màu xám thuần và đầu lỗ huyệt, bụng dưới và đùi màu nâu đỏ. Chim có viền mắt nửa vòng màu vàng ở phía sau và bên dưới mắt, trong khi đuôi có chóp màu đen. Cả hai giới đều trông giống nhau, trong khi con non có màu xỉn hơn con trưởng thành.
Pterorhinus treacheri sinh sống ở rừng trên núi và đồi, thảm thực vật bị xáo trộn và các khu vực canh tác trên núi ở trung và đông nam Borneo. Chúng chủ yếu được tìm thấy ở độ cao 600–2.800 m (2.000–9.200 ft), nhưng cũng có thể được tìm thấy từ thấp tới 200 m (660 ft) đến cao tới 3.350 m (10.990 ft). Đây là loài ăn tạp, với khẩu phần gồm động vật chân khớp, trái cây và hoa. Loài này sinh sản từ tháng 2 đến tháng 4 và trong tháng 10, khi chúng xây tổ hình cốc và đẻ hai quả trứng màu xanh lam sáng đến xanh lục. Liên minh Bảo tồn Thiên nhiên Quốc tế (IUCN) phân loại Pterorhinus treacheri là loài ít quan tâm do có phạm vi phân bố rất rộng, tổng số cá thể khá lớn và không có suy giảm quần thể đáng kể. Tuy nhiên, số lượng cá thể được cho là đang giảm và phá hủy và phân mảnh sinh cảnh là các yếu tố đe dọa sự tồn vong của loài.

## Phân loại và hệ thống
Pterorhinus treacheri được nhà điểu học người Anh Richard Bowdler Sharpe mô tả lần đầu tiên vào năm 1879, đặt danh pháp của loài là Ianthocincla treacheri, dựa trên mẫu vật từ núi Kinabalu ở Borneo. Sharpe sau đó chuyển loài này sang chi Rhinocichla vào 1883. Sau đó, P. treacheri được coi là một phân loài của Pterorhinus mitratus và đồng thời được chuyển sang chi Garrulax như một phần của P. mitratus. Năm 2007, các nhà điểu học Nigel Collar và Craig Robson khôi phục lại Pterorhinus treacheri với tình trạng loài đầy đủ. Theo một nghiên cứu phát sinh chủng loại phân tử toàn diện công bố năm 2018, P. treacheri được chuyển sang chi tái lập Pterorhinus.
Tên của chi, Pterorhinus, bắt nguồn từ từ Hy Lạp cổ đại pteron (lông vũ) và rhinos (lỗ mũi). Tên loài treacheri được đặt theo tên của William Hood Treacher, một nhà quản lý thuộc địa Anh, Thống đốc thuộc địa Bắc Borneo thuộc Anh. "Chestnut-hooded laughingthrush" là tên thông thường chính thức do Liên minh Điểu học Quốc tế (IOU) chỉ định.
Pterorhinus treacheri là một trong 133 loài được IOU công nhận thuộc họ Kim oanh (Leiothrichidae), một họ chim đa dạng được tìm thấy trên khắp châu Phi, Tây Á, Nam Á, Đông Nam Á và Trung Quốc. Trong họ này, nó là một trong 23 loài hiện được phân loại thuộc chi Pterorhinus. Một nghiên cứu phát sinh loài năm 2019 của Tianlong Cai và các đồng nghiệp đã phát hiện rằng Pterorhinus treacheri có quan hệ họ hàng gần gũi nhất với Pterorhinus mitratus. Hai loài này là nhóm chị em với một nhánh gồm các loài Pterorhinus ruficollis, Pterorhinus nuchalis và khướu bạc má.

### Phân loài
Hiện có ba phân loài của Pterorhinus treacheri được công nhận. Phân loài sinh sống ở phía tây và đông nam Borneo không được mô tả.
- P. t. treacheri (Sharpe, 1879): Phân loài đại diện, được tìm thấy ở bắc Borneo.[11]
- P. t. damnatus (Harrisson & Hartley, 1934): được tìm thấy ở trung tâm bắc Borneo.[11]
- P. t. griswoldi (Peters, JL, 1940): được tìm thấy ở trung Borneo.[11]

## Miêu tả

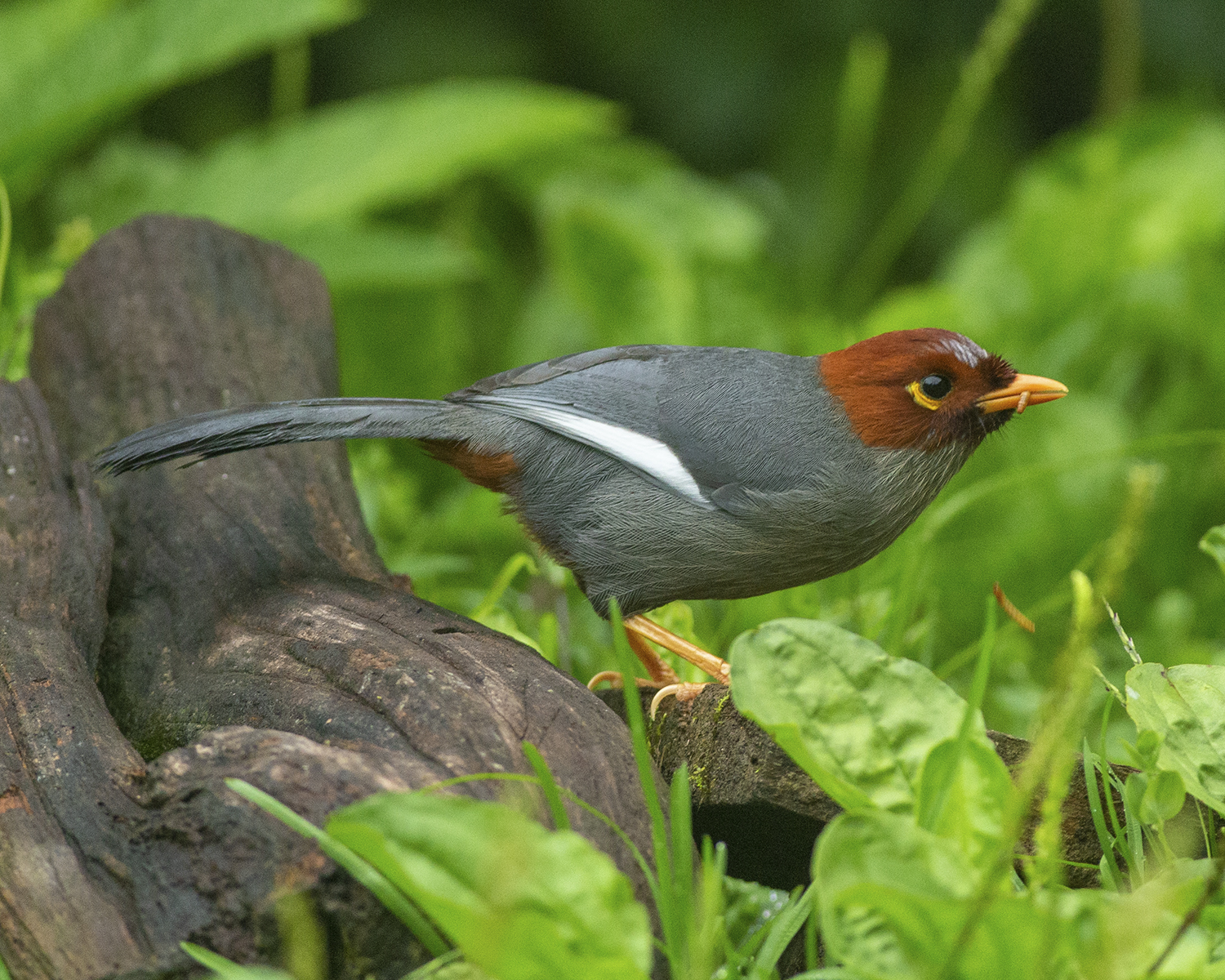
Một con Pterorhinus treacheri đang săn côn trùng.

Pterorhinus treacheri dài 22–24 cm (8,7–9,4 in), với cả hai giới đều có hình thái giống nhau. Ở phân loài đại diện, cằm, vùng giữa mắt và mỏ, dải lông trên mắt, lông quanh lỗ mũi và vùng xung quanh gốc mỏ có màu nâu hạt dẻ. Trán, phần trước đỉnh đầu và vùng từ mắt xuống cằm có màu sẫm hơn, với một số lông màu trắng xám trên đỉnh đầu. Cổ họng, ngực và phần bụng trên có màu nâu vàng xỉn pha chút xám và có vệt màu nâu vàng xỉn. Hai bên sườn có màu xám thuần hơn. Bụng dưới, đùi và lông quanh lỗ huyệt có màu nâu đỏ. Vùng cổ bên và phần trên có màu xám đen pha chút nâu vàng với một mảng dài màu trắng trên lông sau cánh. Đuôi có màu xám đậm hơn và có chóp màu đen. Mống mắt có màu đỏ đến nâu đỏ, với nửa vòng màu vàng quanh phía sau và bên dưới mắt. Mỏ có màu cam xỉn đến nâu vàng. Chân có màu hơi vàng.
Con non xỉn màu hơn con trưởng thành. P. t. damnatus có bộ ngực xỉn màu hơn và ít sọc hơn, trong khi P. t. griswoldi có lông quanh lỗ huyệt đậm màu hạt dẻ hơn. Loài này khác với Pterorhinus mitratus ở chỗ lông quanh lỗ mũi, vành mắt màu vàng (thay vì màu trắng) chỉ xuất hiện phía sau và bên dưới mắt, cằm màu nâu hạt dẻ, phần trên xám hơn, phần dưới nhạt màu hơn và lông trên đỉnh đầu xám hơn. Các phân loài chưa được mô tả ở phía tây và đông nam Borneo khác với ba phân loài trên ở chỗ phần dưới có màu đào (thay vì màu xám bò), xuất hiện các mảng màu trắng bên dưới mắt và không có vệt lông trên ngực.

### Tiếng kêu
Tiếng kêu của Pterorhinus treacheri là giai điệu chu-wu, chwi-wi-wi-wi-wiee-wiu-wu với những nốt bắt đầu khá chói tai, hoặc giai điệu lên xuống wiu-wu-wu-wi-wi-wee-wu. Chim cũng tạo ra một chuỗi âm vực đều lên tới 12 nốt wi, wu-tuwu-tuwu hoặc ri'-ri'-ri, và tất cả đều được ngắt quãng bằng to-we-oh to-we-oh. Tiếng kêu của loài là một âm thanh khàn đặc, gay gắt, trong khi tiếng kêu liên lục là âm thanh ah-ah-ah-ah nhẹ nhàng, giảm dần. Các nốt liên lạc cũng có thể được phát ra đơn lẻ.

## Phân bố và môi trường sống
Pterorhinus treacheri là loài đặc hữu của Borneo. Chúng được tìm thấy ở các dãy núi trung tâm phía bắc từ núi Kinabalu đến Barito Ulu, cùng với dãy núi Meratus ở phía đông nam hòn đảo. Loài này sinh sống ở rừng thường xanh trên núi và rừng trên đồi, bìa rừng, rừng thứ sinh, thảm thực vật bị xáo trộn và các khu vực canh tác ngắn ngày trên các cánh đồng lúa cũ. Chúng thường được tìm thấy ở độ cao 600–2.800 m (2.000–9.200 ft), nhưng đôi khi cũng có thể xuất hiện ở độ cao thấp tới 200 m (660 ft) và cao tới 3.350 m (10.990 ft).

## Hành vi và sinh thái học
Pterorhinus treacheri kiếm ăn theo nhóm nhỏ gồm 4–5 cá thể, thường tham gia vào các đàn kiếm ăn hỗn hợp cùng với Coracina larvata, Garrulax palliatus, Calyptomena whiteheadi và Harpactes whiteheadi. Những đàn này cũng có thể bao gồm các loài trên mặt đất thuộc chi Tupaia (Bộ Nhiều răng) và chi Dremomys (họ Sóc), và các loài trên tán cây thuộc chi Sundasciurus (họ Sóc).

### Kiếm ăn

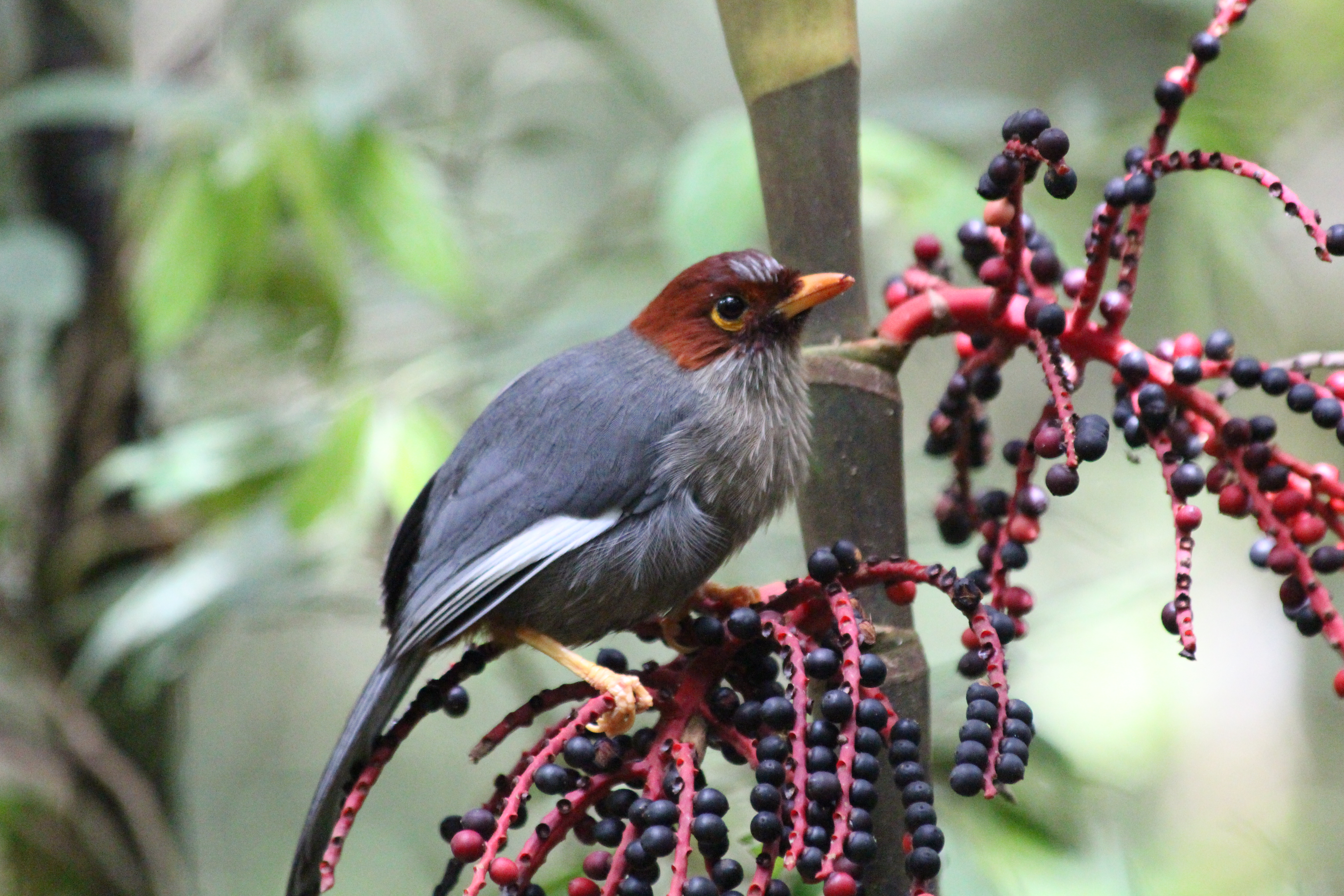
Pterorhinus treacheri ăn quả mọng

Pterorhinus treacheri là loài ăn tạp. Chúng ăn các loài động vật chân đốt như châu chấu, kiến, dế, sâu tai, bướm đêm, sâu bướm, rầy xanh, ấu trùng bọ, ruồi, bọ cánh cứng nhỏ màu đen và cuốn chiếu nhỏ. Chúng cũng ăn các loại trái cây Glochidion, Macaranga, Trema cannabina, Embelia ribes, Sambucus và cây họ Mua như Medinilla,  cùng với hoa của loài Passiflora edulis xâm lấn và cả trái và hoa của Rhodamnia.
Loài này kiếm ăn bằng cách nhảy lên các cành xiên theo cách giống gõ kiến mà không dùng đuôi để hỗ trợ, và chúng bắt côn trùng trên bề mặt. Đôi khi chim bám vào các bề mặt thẳng đứng như thân dương xỉ. Loài cũng kiếm ăn trên nền rừng và bãi cỏ giống như các loài chim hoét thuộc chi Turdus, với cái đuôi giơ lên. Chúng đã được ghi nhận ăn kiến bay không thể bay và côn trùng bị xe đâm. Chúng kiếm ăn chủ yếu trong phạm vi vài mét tính từ mặt đất, nhưng đôi khi cũng kiếm ăn trong tán cây.

### Sinh sản
Mùa sinh sản của loài được quan sát từ tháng 2 đến tháng 4 và tháng 10. Tổ hình chén là một tổ hợp rời rạc được làm từ thân cỏ, tua, lá chết và rễ, với bên ngoài là khung lá, lá dương xỉ và lông vũ và không có lớp lót bên trong. Nó được xây ở độ cao khoảng 2–9 m (6,6–29,5 ft) trong một đám dây leo hoặc dương xỉ treo trên một cây nhỏ. Mỗi lứa có hai quả trứng bóng, màu xanh lam sáng đến xanh lục.

## Tình trạng
Pterorhinus treacheri được Liên minh Bảo tồn Thiên nhiên Quốc tế phân loại là loài ít quan tâm do có phạm vi phân bố rất rộng, số lượng cá thể khá lớn và quần thể không bị suy giảm đáng kể. Chúng phổ biến ở các vùng núi của Borneo và xuất hiện ở một số khu vực bảo tồn, như Vườn quốc gia Kayan Mentarang và Công viên Kinabalu. Tuy nhiên, quần thể loài hiện được cho là đang suy giảm do sự phá hủy và phân mảnh sinh cảnh.